# Héctor Cúper
Héctor Raúl Cúper (Chabás, 16 novembre 1955) è un allenatore di calcio ed ex calciatore argentino.
È soprannominato El Hombre Vertical.

## Carriera

### Giocatore
Formatosi nel Club Atlético Huracán de Chábas, esordì come calciatore professionista il 7 marzo del 1976 al Ferro Carril Oeste, con cui rimase fino al 1988, intervallato soltanto dalla militanza tra il 1977 e il 1978 con l'Independiente Rivadavia. Con il Ferro Carril Oeste vinse i campionati argentini Nacional del 1982 e del 1984.
Nel 1988 passò al Huracán, all'epoca militante in Nacional B. Nella stagione 1989-1990 vinse il campionato con conseguente promozione in Primera División. Restò all'Huracán fino al torneo di Clausura del 1992, ritirandosi dall'attività agonistica.

### Allenatore

#### Huracán
Dopo aver attaccato le scarpette al chiodo, ricoprì l'incarico di allenatore dell'Huracán dal 1993 al 1995. Alla guida del club arrivò secondo nel torneo di Clausura 1994, perdendo l'ultima partita contro l'Independiente, in una gara in cui bastava un pareggio per laurearsi campione.

#### Lanús
Nel 1995 prese le redini del Lanús, con cui vinse il suo primo trofeo in panchina, la Coppa CONMEBOL, nel 1996.

#### Maiorca
Nell'estate 1997 venne richiesto da numerose squadre ma ad aggiudicarselo fu il Maiorca. Le stagioni in Spagna contribuirono a creare il soprannome di "eterno secondo", considerati i numerosi titoli di vicecampione in più tornei. Perse infatti una finale di Coppa di Spagna e una di Coppa delle Coppe, quest'ultima contro la Lazio nel 1999. La stagione era iniziata con la vittoria della Supercoppa, ai danni del Barcellona; condusse poi la formazione isolana ad uno storico terzo posto, miglior piazzamento in campionato della sua storia.

#### Valencia
Dal 1999 al 2001 guidò il Valencia, vincendo un'altra Supercoppa, ma perdendo due finali consecutive di Champions League contro Real Madrid e Bayern Monaco.

#### Inter

Cúper durante il suo periodo alla guida dell'Inter

L'ottimo comportamento con le squadre spagnole, seppur non pienamente confermato dai risultati, attirò l'interesse di Massimo Moratti, proprietario e presidente dell'Inter; il tecnico argentino firmò il 4 giugno 2001 un biennale da quasi otto miliardi l'anno con la squadra nerazzurra. Alla prima stagione raggiunse le semifinali di Coppa UEFA, sfiorando inoltre lo scudetto: il 5 maggio 2002, in testa all'ultima giornata, la squadra perse clamorosamente contro la Lazio e finì in terza posizione regalando così lo scudetto alla Juventus che giocava ad Udine e cedendo addirittura il secondo posto alla Roma vincente in quel di Torino.
In occasione dei preliminari per la Champions League 2002-2003, festeggiò le cinquanta panchine. Il precampionato venne però scosso dai litigi del tecnico con Ronaldo, il quale sostenne la loro incompatibilità fino ad ottenere la cessione al Real Madrid. La stagione 2002-2003 lo vide ancora giungere ad un passo dal traguardo, con il secondo posto in campionato e un'altra semifinale europea. Sul fronte del campionato furono decisivi i punti persi negli scontri diretti, mentre l'eliminazione in coppa fu ad opera del Milan per la regola dei gol in trasferta: la partita di ritorno coincise con la 100ª alla guida dell'Inter. Moratti inizialmente lo confermò, per poi esonerarlo, tuttavia, nell'ottobre successivo (nonostante una storica vittoria sull'Arsenal, sempre in coppa), per il difficile avvio in campionato. Il contratto fu poi rescisso a tre mesi dalla scadenza naturale, e Cúper venne sostituito da Alberto Zaccheroni.

#### Ritorno al Maiorca
Il 31 ottobre 2004, dopo un anno senza allenare, alla decima giornata della Liga tornò alla guida del Maiorca, che in quel momento navigava nelle zone basse della classifica. Venne eliminato ai sedicesimi di finale della Coppa del Re dal Lanzarote per 2-1. Riuscì ad ottenere la salvezza arrivando al diciassettesimo posto in campionato a due punti dalla zona retrocessione. L'annata successiva fu negativa e nonostante i molti acquisti arrivati per suo volere venne subito eliminato al terzo turno nella Coppa del Re dal Alcoyano per 4-1. Il 14 febbraio 2006 decise di dimettersi dopo che la squadra si trovava all'ultimo posto in campionato.

#### Real Betis
Dopo essere stato contattato dalla Stella Rossa, il 16 luglio 2007 venne nominato tecnico del Real Betis Siviglia. Il 3 dicembre, all'indomani della sconfitta interna per 2-0 contro l'Atlético Madrid e dagli scarsi risultati ottenuti nelle prime 14 giornate di campionato, venne sollevato dall'incarico. Lasciò la squadra al penultimo posto in campionato dopo aver totalizzato 2 vittorie, 5 pareggi e 7 sconfitte.

#### Parma
L'11 marzo 2008 venne ufficializzato come tecnico del Parma in sostituzione dell'esonerato Domenico Di Carlo. Gli emiliani sotto la sua gestione ottennero solo nove punti e due sporadiche vittorie contro Palermo (2-1) e Genoa (1-0) che fecero sprofondare la squadra in zona retrocessione. Il 12 maggio ad una giornata dal termine del campionato e una sconfitta per 3-1 contro la Fiorentina (la quinta in dieci partite), venne sollevato dall'incarico e fu sostituito da Andrea Manzo, l'allenatore della squadra Primavera. Senza Cuper, il Parma perse l'ultima partita contro l'Inter e retrocesse in Serie B dopo 18 anni di Serie A.

#### Georgia
Il 1º agosto 2008 venne nominato commissario tecnico della Georgia. Esordì nell'amichevole vinta per 2-1 contro il Galles. Partecipò alle qualificazioni per il Mondiale 2010, trovando nel suo girone l'Italia di Lippi. Il 2 novembre 2009, dopo 3 pareggi e 7 sconfitte nelle eliminatorie, rassegnò in anticipo le dimissioni.

#### Aris Salonicco
Il 3 novembre 2009 venne nominato tecnico dell'Aris Salonicco in sostituzione dell'esonerato Mazinho, prendendo la squadra al quarto posto in campionato. Fu artefice di un buon campionato concluso al 5º posto con qualificazione ai play-off, durante il quale l'Aris vinse contro i rivali dell'Olympiakos di Enzo Maresca e bloccò sullo 0-0 il Panathīnaïkos vincitore del titolo. Riuscì a portare la squadra alla finale della Coppa di Grecia, poi persa contro il Panathīnaïkos, sconfiggendo in semifinale il Kavala dell'ex cagliaritano Fanīs Katergiannakīs. Il 18 gennaio 2011 rassegnò le dimissioni, dopo una serie di prestazioni in campionato che avevano portato l'Aris a 22 punti di distanza dalla capolista. Sulla panchina dei greci aveva eliminato in Europa League i campioni in carica dell'Atletico Madrid, qualificandosi per i sedicesimi di finale.

#### Racing Santander
Il 29 giugno 2011 venne ufficializzato il suo ritorno nella Liga come nuovo allenatore del Racing Santander. Cinque mesi più tardi, il 29 novembre, venne esonerato a causa dei ripetuti risultati negativi (ultimo la sconfitta a Maiorca) della squadra, fanalino di coda della Liga con 9 punti in 13 partite (una sola vittoria all'attivo). Unico risultato di rilievo nell'avventura col Racing lo 0-0 casalingo contro il Real Madrid di José Mourinho, che a fine stagione si laureò campione di Spagna con la cifra record di 100 punti.

#### Orduspor
Il 20 dicembre venne ingaggiato dall'Orduspor, club miltante nella massima serie turca. Arrivò al tredicesimo posto in campionato, ottenendo la salvezza; nella Coppa di Turchia venne eliminato al terzo turno dal Samsunspor. Confermato per la stagione seguente, venne eliminato al quarto turno della Coppa di Turchia dal Göztepe. Il 13 aprile 2013, all'indomani della sconfitta contro il Trabzonspor, venne sollevato dall'incarico, complice la posizione di bassa classifica della sua squadra. Concluse la sua esperienza nel club turco dopo aver ottenuto 14 vittorie, 18 pareggi e 18 sconfitte.

#### Al-Wasl
Il 14 novembre 2013 venne nominato tecnico dell'Al-Wasl, militante nella prima divisione emiratina. È stato il secondo tecnico argentino dopo Diego Armando Maradona. Il 4 marzo 2014 rescisse consensualmente il contratto dopo aver ottenuto solo 4 vittorie e 2 pareggi in 16 partite.

#### Egitto
Il 2 marzo 2015 venne annunciata la sua nomina a commissario tecnico della nazionale egiziana. Vincendo il girone, raggiunse la qualificazione alla Coppa d'Africa 2017, competizione in cui arrivò in finale. Nell'atto conclusivo del torneo la nazionale egiziana venne sconfitta in rimonta dal Camerun per 2-1.
Sotto la sua guida i Faraoni centrarono una storica qualificazione al campionato mondiale di Russia 2018, a distanza di 28 anni dall'ultima partecipazione ad Italia '90. L'Egitto venne inserito nel gruppo A insieme alla Russia padrona di casa, l'Uruguay e l'Arabia Saudita. Nella fase a gironi la nazionale egiziana ebbe poca fortuna, complice anche l'impiego a mezzo servizio di Mohamed Salah per via di un infortunio patito un mese prima della competizione durante la finale di Champions con il Liverpool. Dopo aver perso la prima partita per 1-0 al 90º minuto per via di un gol di José Gimenez di testa su calcio d'angolo contro l'Uruguay (senza Salah in campo), l'Egitto perse anche la seconda partita contro la Russia, venendo matematicamente eliminato nel proprio girone (1-3). Nell'ultima partita contro i sauditi, in cui i nordafricani capitolarono ancora (1-2), chiudendo all'ultimo posto del girone con 0 punti, annunciò le sue dimissioni da tecnico.

#### Uzbekistan
Il 2 agosto 2018 venne chiamato ad allenare la nazionale uzbeka, che condusse agli ottavi di finale della Coppa d'Asia 2019, venendo eliminato ai rigori dall'Australia. Rimase in carica fino al 23 settembre 2019, giorno in cui venne esonerato a seguito della sconfitta contro la Palestina.

#### Congo
Il 13 maggio 2021 venne chiamato ad allenare la nazionale della Repubblica Democratica del Congo. Mancata nel marzo 2022 la qualificazione al campionato del mondo 2022, il 9 giugno 2022 venne esonerato a seguito della sconfitta contro il Gabon all'esordio nelle qualificazioni alla Coppa d'Africa 2023.

#### Siria
Il 2 febbraio 2023 è stato nominato commissario tecnico della nazionale siriana. Il 23 gennaio 2024, battendo l'India per 1-0 nella terza partita del girone B della Coppa d'Asia, ha compiuto un'impresa storica facendo qualificare la Siria agli ottavi di finale del torneo per la prima volta nella sua storia. Ciononostante, l'11 giugno 2024 si è dimesso dall'incarico a seguito dell'eliminazione della nazionale siriana nelle qualificazioni al campionato mondiale di calcio 2026.

## Controversie
Nell'ottobre del 2011 Cúper venne iscritto nel registro degli indagati per il presunto coinvolgimento in un giro di scommesse e, interrogato a novembre, inizialmente si disse estraneo alla vicenda. Invece gli inquirenti ipotizzarono che alcuni membri appartenenti ad un clan di Castellammare di Stabia avessero dato all'allenatore 200.000 euro in cambio di indicazioni su quattro partite relative alla stagione 2006-2007 (due del campionato spagnolo e due del campionato argentino) su cui scommettere.

## Statistiche

### Cronologia presenze e reti in nazionale
| Cronologia completa delle presenze e delle reti in nazionale ― Argentina | Cronologia completa delle presenze e delle reti in nazionale ― Argentina | Cronologia completa delle presenze e delle reti in nazionale ― Argentina | Cronologia completa delle presenze e delle reti in nazionale ― Argentina | Cronologia completa delle presenze e delle reti in nazionale ― Argentina | Cronologia completa delle presenze e delle reti in nazionale ― Argentina | Cronologia completa delle presenze e delle reti in nazionale ― Argentina | Cronologia completa delle presenze e delle reti in nazionale ― Argentina |
| Data                                                                     | Città                                                                    | In casa                                                                  | Risultato                                                                | Ospiti                                                                   | Competizione                                                             | Reti                                                                     | Note                                                                     |
| ------------------------------------------------------------------------ | ------------------------------------------------------------------------ | ------------------------------------------------------------------------ | ------------------------------------------------------------------------ | ------------------------------------------------------------------------ | ------------------------------------------------------------------------ | ------------------------------------------------------------------------ | ------------------------------------------------------------------------ |
| 14-1-1984                                                                | Kolkata                                                                  | India                                                                    | 0 – 1                                                                    | Argentina                                                                | Amichevole                                                               | -                                                                        |                                                                          |
| 17-1-1984                                                                | Kolkata                                                                  | Polonia                                                                  | 1 – 1                                                                    | Argentina                                                                | Amichevole                                                               | -                                                                        |                                                                          |
| 20-1-1984                                                                | Kolkata                                                                  | Cina                                                                     | 1 – 0                                                                    | Argentina                                                                | Amichevole                                                               | -                                                                        |                                                                          |
| Totale                                                                   |                                                                          | Presenze                                                                 | 3                                                                        |                                                                          | Reti                                                                     | 0                                                                        |                                                                          |

### Club
| Stagione              | Squadra               | Campionato            | Campionato | Campionato | Campionato | Campionato | Coppe nazionali | Coppe nazionali | Coppe nazionali | Coppe nazionali | Coppe nazionali | Coppe continentali | Coppe continentali | Coppe continentali | Coppe continentali | Coppe continentali | Altre coppe | Altre coppe | Altre coppe | Altre coppe | Altre coppe | Totale | Totale | Totale | Totale | % Vittorie | Piazzamento            |
| Stagione              | Squadra               | Comp                  | G          | V          | N          | P          | Comp            | G               | V               | N               | P               | Comp               | G                  | V                  | N                  | P                  | Comp        | G           | V           | N           | P           | G      | V      | N      | P      | %          | Piazzamento            |
| --------------------- | --------------------- | --------------------- | ---------- | ---------- | ---------- | ---------- | --------------- | --------------- | --------------- | --------------- | --------------- | ------------------ | ------------------ | ------------------ | ------------------ | ------------------ | ----------- | ----------- | ----------- | ----------- | ----------- | ------ | ------ | ------ | ------ | ---------- | ---------------------- |
| 1993-1994             | Huracán               | PD                    | 38         | 15         | 13         | 10         | -               | -               | -               | -               | -               | CON                | 2                  | 0                  | 1                  | 1                  | -           | -           | -           | -           | -           | 40     | 15     | 14     | 11     | 37,50      | 12º , 2º               |
| 1994-1995             | Huracán               | PD                    | 38         | 9          | 11         | 18         | -               | -               | -               | -               | -               | CON                | 2                  | 1                  | 0                  | 1                  | -           | -           | -           | -           | -           | 40     | 10     | 11     | 19     | 25,00      | 14º , 19º              |
| Totale Huracán        | Totale Huracán        | Totale Huracán        | 76         | 24         | 24         | 28         |                 | -               | -               | -               | -               |                    | 4                  | 1                  | 1                  | 2                  |             | -           | -           | -           | -           | 80     | 25     | 25     | 30     | 31,25      |                        |
| 1995-1996             | Lanús                 | PD                    | 38         | 19         | 10         | 9          | -               | -               | -               | -               | -               | -                  | -                  | -                  | -                  | -                  | -           | -           | -           | -           | -           | 38     | 19     | 10     | 9      | 50,00      | 3º , 3º                |
| 1996-1997             | Lanús                 | PD                    | 38         | 16         | 12         | 10         | -               | -               | -               | -               | -               | CON                | 8                  | 6                  | 0                  | 2                  | -           | -           | -           | -           | -           | 46     | 22     | 12     | 12     | 47,83      | 3°, 3°                 |
| Totale Lanús          | Totale Lanús          | Totale Lanús          | 76         | 35         | 22         | 19         |                 | -               | -               | -               | -               |                    | 8                  | 6                  | 0                  | 2                  |             | -           | -           | -           | -           | 84     | 41     | 22     | 21     | 48,81      |                        |
| 1997-1998             | Maiorca               | PD                    | 38         | 16         | 12         | 10         | CR              | 11              | 6               | 2               | 3               | -                  | -                  | -                  | -                  | -                  | -           | -           | -           | -           | -           | 49     | 22     | 14     | 13     | 44,90      | 5º                     |
| 1998-1999             | Maiorca               | PD                    | 38         | 20         | 6          | 12         | CR              | 4               | 2               | 1               | 1               | CdC                | 9                  | 3                  | 5                  | 1                  | SS          | 2           | 2           | 0           | 0           | 53     | 27     | 12     | 14     | 50,94      | 3º                     |
| 1999-2000             | Valencia              | PD                    | 38         | 18         | 10         | 10         | CR              | 2               | 1               | 0               | 1               | UCL                | 19                 | 10                 | 4                  | 5                  | SS          | 2           | 1           | 1           | 0           | 61     | 30     | 15     | 16     | 49,18      | 3º                     |
| 2000-2001             | Valencia              | PD                    | 38         | 18         | 9          | 11         | CR              | 2               | 1               | 1               | 0               | UCL                | 19                 | 10                 | 6                  | 3                  | -           | -           | -           | -           | -           | 59     | 29     | 16     | 14     | 49,15      | 5º                     |
| Totale Valencia       | Totale Valencia       | Totale Valencia       | 76         | 36         | 19         | 21         |                 | 4               | 2               | 1               | 1               |                    | 38                 | 20                 | 10                 | 8                  |             | 2           | 1           | 1           | 0           | 120    | 59     | 31     | 30     | 49,17      |                        |
| 2001-2002             | Inter                 | A                     | 34         | 20         | 9          | 5          | CI              | 1               | 0               | 1               | 0               | CU                 | 12                 | 6                  | 3                  | 3                  | -           | -           | -           | -           | -           | 47     | 26     | 13     | 8      | 55,32      | 3º                     |
| 2002-2003             | Inter                 | A                     | 34         | 19         | 8          | 7          | CI              | 2               | 0               | 0               | 2               | UCL                | 18                 | 8                  | 7                  | 3                  | -           | -           | -           | -           | -           | 54     | 27     | 15     | 12     | 50,00      | 2º                     |
| ago.-ott. 2003        | Inter                 | A                     | 6          | 2          | 3          | 1          | CI              |                 |                 |                 |                 | UCL                | 2                  | 2                  | 0                  | 0                  | -           | -           | -           | -           | -           | 8      | 4      | 3      | 1      | 50,00      | Esonerato              |
| Totale Inter          | Totale Inter          | Totale Inter          | 74         | 41         | 20         | 13         |                 | 3               | 0               | 1               | 2               |                    | 32                 | 16                 | 10                 | 6                  |             | -           | -           | -           | -           | 109    | 57     | 31     | 21     | 52,29      |                        |
| 2004-2005             | Maiorca               | PD                    | 29         | 9          | 7          | 13         | CR              | 1               | 0               | 0               | 1               | -                  | -                  | -                  | -                  | -                  | -           | -           | -           | -           | -           | 30     | 9      | 7      | 14     | 30,00      | 17º                    |
| 2005-2006             | Maiorca               | PD                    | 23         | 4          | 7          | 12         | CR              | 1               | 0               | 0               | 1               | -                  | -                  | -                  | -                  | -                  | -           | -           | -           | -           | -           | 24     | 4      | 7      | 13     | 16,67      | Dimissionario          |
| Totale Maiorca        | Totale Maiorca        | Totale Maiorca        | 128        | 49         | 32         | 47         |                 | 17              | 8               | 3               | 6               |                    | 9                  | 3                  | 5                  | 1                  |             | 2           | 2           | 0           | 0           | 156    | 62     | 40     | 54     | 39,74      |                        |
| lug.-dic. 2007        | Real Betis            | PD                    | 14         | 2          | 5          | 7          | CR              | 0               | 0               | 0               | 0               | -                  | -                  | -                  | -                  | -                  | -           | -           | -           | -           | -           | 14     | 2      | 5      | 7      | 14,29      | Esonerato              |
| mar.-mag. 2008        | Parma                 | A                     | 10         | 2          | 3          | 5          | CI              | 0               | 0               | 0               | 0               | -                  | -                  | -                  | -                  | -                  | -           | -           | -           | -           | -           | 10     | 2      | 3      | 5      | 20,00      | Subentrato, esonerato. |
| 2009-2010             | Aris Salonicco        | SL                    | 21+6       | 9+2        | 5+2        | 7+2        | CG              | 6               | 3               | 2               | 1               | -                  | -                  | -                  | -                  | -                  | -           | -           | -           | -           | -           | 33     | 14     | 9      | 10     | 42,42      | 5º                     |
| 2010-2011             | Aris Salonicco        | SL                    | 18         | 7          | 2          | 9          | CG              | 1               | 0               | 1               | 0               | UEL                | 10                 | 5                  | 3                  | 2                  | -           | -           | -           | -           | -           | 29     | 12     | 6      | 11     | 41,38      | Dimissionario          |
| Totale Aris Salonicco | Totale Aris Salonicco | Totale Aris Salonicco | 45         | 18         | 9          | 18         |                 | 7               | 3               | 3               | 1               |                    | 10                 | 5                  | 3                  | 2                  |             | -           | -           | -           | -           | 62     | 26     | 15     | 21     | 41,94      |                        |
| lug.-nov. 2011        | Racing Santander      | PD                    | 14         | 1          | 6          | 7          | CR              | 0               | 0               | 0               | 0               | -                  | -                  | -                  | -                  | -                  | -           | -           | -           | -           | -           | 14     | 1      | 6      | 7      | &7,14      | Esonerato              |
| 2012                  | Orduspor              | SL                    | 18         | 6          | 7          | 5          | TK              | 1               | 0               | 1               | 0               | -                  | -                  | -                  | -                  | -                  | -           | -           | -           | -           | -           | 19     | 6      | 8      | 5      | 31,58      | 13º                    |
| 2012-2013             | Orduspor              | SL                    | 29         | 6          | 11         | 12         | TK              | 3               | 2               | 0               | 1               |                    | -                  | -                  | -                  | -                  |             | -           | -           | -           | -           | 32     | 8      | 11     | 13     | 25,00      | Esonerato              |
| Totale Orduspor       | Totale Orduspor       | Totale Orduspor       | 47         | 12         | 18         | 17         |                 | 4               | 2               | 1               | 1               |                    | -                  | -                  | -                  | -                  |             | -           | -           | -           | -           | 51     | 14     | 19     | 18     | 27,45      |                        |
| 2013-2014             | Al Wasl               | UAE                   | 13         | 3          | 3          | 7          | CdP             | 3               | 1               | 0               | 2               | -                  | -                  | -                  | -                  | -                  | -           | -           | -           | -           | -           | 16     | 4      | 3      | 9      | 25,00      | Dimissionario          |
| Totale carriera       | Totale carriera       | Totale carriera       | 573        | 223        | 161        | 189        |                 | 38              | 16              | 9               | 13              |                    | 101                | 51                 | 29                 | 21                 |             | 4           | 3           | 1           | 0           | 716    | 293    | 200    | 223    | 40,92      |                        |

### Nazionale

#### Georgia
| 2008             | Georgia        | Qual. Mondiale 2010 | 6º nel Gruppo 8 | 4  | 0 | 2 | 2  | &0,00 | 2  | 5  | -3  |
| 2009             | Georgia        | Qual. Mondiale 2010 | 6º nel Gruppo 8 | 6  | 0 | 1 | 5  | &0,00 | 5  | 14 | -9  |
| Dal 2008 al 2009 | Georgia        | Amichevoli          |                 | 6  | 1 | 1 | 4  | 16,67 | 6  | 11 | -5  |
| Totale Georgia   | Totale Georgia | Totale Georgia      | Totale Georgia  | 16 | 1 | 4 | 11 | 6,25  | 13 | 30 | -17 |

##### Panchine da commissario tecnico della nazionale georgiana
| Cronologia completa delle presenze e delle reti in nazionale ― Georgia | Cronologia completa delle presenze e delle reti in nazionale ― Georgia | Cronologia completa delle presenze e delle reti in nazionale ― Georgia | Cronologia completa delle presenze e delle reti in nazionale ― Georgia | Cronologia completa delle presenze e delle reti in nazionale ― Georgia | Cronologia completa delle presenze e delle reti in nazionale ― Georgia | Cronologia completa delle presenze e delle reti in nazionale ― Georgia | Cronologia completa delle presenze e delle reti in nazionale ― Georgia |
| Data                                                                   | Città                                                                  | In casa                                                                | Risultato                                                              | Ospiti                                                                 | Competizione                                                           | Reti                                                                   | Note                                                                   |
| ---------------------------------------------------------------------- | ---------------------------------------------------------------------- | ---------------------------------------------------------------------- | ---------------------------------------------------------------------- | ---------------------------------------------------------------------- | ---------------------------------------------------------------------- | ---------------------------------------------------------------------- | ---------------------------------------------------------------------- |
| 20-8-2008                                                              | Cardiff                                                                | Galles                                                                 | 1 – 2                                                                  | Georgia                                                                | Amichevole                                                             | Levan Kenia Beka Gotsiridze                                            | Cap: M.Asatiani                                                        |
| 6-9-2008                                                               | Magonza                                                                | Georgia                                                                | 1 – 2                                                                  | Irlanda                                                                | Qual. Mondiali 2010                                                    | Levan Kenia                                                            | Cap: K.Kaladze                                                         |
| 10-9-2008                                                              | Udine                                                                  | Italia                                                                 | 2 – 0                                                                  | Georgia                                                                | Qual. Mondiali 2010                                                    | -                                                                      | Cap: K.Kaladze                                                         |
| 11-10-2008                                                             | Tblisi                                                                 | Georgia                                                                | 1 – 1                                                                  | Cipro                                                                  | Qual. Mondiali 2010                                                    | Levan Kobiashvili                                                      | Cap: L.Kobiashvili                                                     |
| 15-10-2008                                                             | Tblisi                                                                 | Georgia                                                                | 0 – 0                                                                  | Bulgaria                                                               | Qual. Mondiali 2010                                                    | -                                                                      | Cap: L.Kobiashvili                                                     |
| 19-11-2008                                                             | Bucarest                                                               | Romania                                                                | 2 – 1                                                                  | Georgia                                                                | Amichevole                                                             | Otar Martsvaladze                                                      | Cap: L.Kobiashvili                                                     |
| 11-2-2009                                                              | Dublino                                                                | Irlanda                                                                | 2 – 1                                                                  | Georgia                                                                | Qual. Mondiali 2010                                                    | Alexander Iashvili                                                     | Cap: K.Kaladze                                                         |
| 28-3-2009                                                              | Nicosia                                                                | Cipro                                                                  | 2 – 1                                                                  | Georgia                                                                | Qual. Mondiali 2010                                                    | Levan Kobiashvili (rig.)                                               | Cap: L.Kobiashvili                                                     |
| 1-4-2009                                                               | Tblisi                                                                 | Georgia                                                                | 0 – 0                                                                  | Montenegro                                                             | Qual. Mondiali 2010                                                    | -                                                                      | Cap: L.Kobiashvili                                                     |
| 6-6-2009                                                               | Tblisi                                                                 | Georgia                                                                | 1 – 2                                                                  | Moldavia                                                               | Amichevole                                                             | Zurab Khizanishvili                                                    | Cap: L.Kobiashvili                                                     |
| 10-6-2009                                                              | Tirana                                                                 | Albania                                                                | 1 – 1                                                                  | Georgia                                                                | Amichevole                                                             | Vladimer Dvalishvili                                                   | Cap: L.Kobiashvili                                                     |
| 12-8-2009                                                              | Ta' Qali                                                               | Malta                                                                  | 2 – 0                                                                  | Georgia                                                                | Amichevole                                                             | -                                                                      | Cap: L.Kobiashvili                                                     |
| 5-9-2009                                                               | Tbilisi                                                                | Georgia                                                                | 0 – 2                                                                  | Italia                                                                 | Qual. Mondiali 2010                                                    | -                                                                      | Cap: K.Kaladze                                                         |
| 9-9-2009                                                               | Reykjavík                                                              | Islanda                                                                | 3 – 1                                                                  | Georgia                                                                | Amichevole                                                             | Vladimer Dvalishvili                                                   |                                                                        |
| 10-10-2009                                                             | Podgorica                                                              | Montenegro                                                             | 2 – 1                                                                  | Georgia                                                                | Qual. Mondiali 2010                                                    | Vladimer Dvalishvili                                                   | Cap: K.Kaladze                                                         |
| 14-10-2009                                                             | Sofia                                                                  | Bulgaria                                                               | 6 – 2                                                                  | Georgia                                                                | Qual. Mondiali 2010                                                    | Vladimer Dvalishvili Levan Kobiashvili (rig.)                          | Cap: K.Kaladze                                                         |
| Totale                                                                 |                                                                        | Presenze                                                               | 16                                                                     |                                                                        | Reti                                                                   | 13                                                                     |                                                                        |

#### Egitto
| 2015             | Egitto        | Qual. Coppa d'Africa 2017                    | 1º nel Gruppo G, qualificato | 2  | 2  | 0 | 0  | 100,00& | 8  | 1  | +7  |
| 2016             | Egitto        | Qual. Coppa d'Africa 2017                    | 1º nel Gruppo G, qualificato | 3  | 2  | 1 | 0  | 66,67   | 4  | 1  | +3  |
| 2016             | Egitto        | Qual. Mondiale 2018                          | 1º nel Gruppo E, qualificato | 4  | 3  | 0 | 1  | 75,00   | 8  | 2  | +6  |
| 2017             | Egitto        | Qual. Mondiale 2018                          | 1º nel Gruppo E, qualificato | 4  | 2  | 1 | 1  | 50,00   | 4  | 3  | +1  |
| Gen.-Feb. 2017   | Egitto        | Coppa d'Africa 2017                          | 2º                           | 6  | 3  | 2 | 1  | 50,00   | 5  | 3  | +2  |
| Giu. 2017        | Egitto        | Qual. Coppa d'Africa 2019                    | Gruppo J - Dimissionario     | 1  | 0  | 0 | 1  | &0,00   | 0  | 1  | -1  |
| Ago. 2017        | Egitto        | Qual. Campionato delle Nazioni Africane 2018 |                              | 2  | 0  | 1 | 1  | &0,00   | 2  | 4  | -2  |
| 2018             | Egitto        | Mondiale 2018                                | 4º nel Gruppo A              | 3  | 0  | 0 | 3  | &0,00   | 2  | 6  | -4  |
| Dal 2015 al 2018 | Egitto        | Amichevoli                                   |                              | 15 | 7  | 3 | 5  | 46,67   | 18 | 11 | +7  |
| Totale Egitto    | Totale Egitto | Totale Egitto                                | Totale Egitto                | 40 | 19 | 8 | 13 | 47,50   | 51 | 32 | +19 |

##### Panchine da commissario tecnico della nazionale egiziana
| Cronologia completa delle presenze e delle reti in nazionale ― Egitto | Cronologia completa delle presenze e delle reti in nazionale ― Egitto | Cronologia completa delle presenze e delle reti in nazionale ― Egitto | Cronologia completa delle presenze e delle reti in nazionale ― Egitto | Cronologia completa delle presenze e delle reti in nazionale ― Egitto | Cronologia completa delle presenze e delle reti in nazionale ― Egitto | Cronologia completa delle presenze e delle reti in nazionale ― Egitto | Cronologia completa delle presenze e delle reti in nazionale ― Egitto |
| Data                                                                  | Città                                                                 | In casa                                                               | Risultato                                                             | Ospiti                                                                | Competizione                                                          | Reti                                                                  | Note                                                                  |
| --------------------------------------------------------------------- | --------------------------------------------------------------------- | --------------------------------------------------------------------- | --------------------------------------------------------------------- | --------------------------------------------------------------------- | --------------------------------------------------------------------- | --------------------------------------------------------------------- | --------------------------------------------------------------------- |
| 26-3-2015                                                             | Il Cairo                                                              | Egitto                                                                | 2 – 0                                                                 | Guinea Equatoriale                                                    | Amichevole                                                            | Basem Morsi Trezeguet                                                 | Cap: E.Meteab                                                         |
| 8-6-2015                                                              | Alessandria d'Egitto                                                  | Egitto                                                                | 2 – 1                                                                 | Malawi                                                                | Amichevole                                                            | Ahmed Hassan Mekky Mohamed El-Gabbas                                  | Cap: A.Fathi                                                          |
| 14-6-2015                                                             | Alessandria d'Egitto                                                  | Egitto                                                                | 3 – 0                                                                 | Tanzania                                                              | Qual. Coppa d'Africa 2017                                             | Ramy Rabia Basem Morsi Mohamed Salah                                  | Cap: M.El-Gabbas                                                      |
| 6-9-2015                                                              | N'Djamena                                                             | Ciad                                                                  | 1 – 5                                                                 | Egitto                                                                | Qual. Coppa d'Africa 2017                                             | 3 Basem Morsi Mohamed Salah Mahmoud Kahraba                           | Cap: H.Emam                                                           |
| 11-10-2015                                                            | Abu Dhabi                                                             | Egitto                                                                | 3 – 0                                                                 | Zambia                                                                | Amichevole                                                            | 2 Koka Amr Gamal                                                      | Cap: M.Abdel-Shafy                                                    |
| 14-11-2015                                                            | N'Djamena                                                             | Ciad                                                                  | 1 – 0                                                                 | Egitto                                                                | Qual. Mondiali 2018                                                   | -                                                                     | Cap: A.Hegazy                                                         |
| 17-11-2015                                                            | Alessandria d'Egitto                                                  | Egitto                                                                | 4 – 0                                                                 | Ciad                                                                  | Qual. Mondiali 2018                                                   | Mohamed Elneny Abdallah Said 2 Koka                                   | Cap: H.Ghaly                                                          |
| 27-1-2016                                                             | Aswan                                                                 | Egitto                                                                | 0 – 1                                                                 | Giordania                                                             | Amichevole                                                            | -                                                                     | Cap: H.Ghaly                                                          |
| 29-1-2016                                                             | Aswan                                                                 | Egitto                                                                | 2 – 0                                                                 | Libia                                                                 | Amichevole                                                            | Ali Gabr Basem Morsi                                                  | Cap: I.Salah                                                          |
| 27-2-2016                                                             | Alessandria d'Egitto                                                  | Egitto                                                                | 2 – 0                                                                 | Burkina Faso                                                          | Amichevole                                                            | 2 Abdallah Said 1 (rig.)                                              | Cap: H.Ghaly                                                          |
| 25-3-2016                                                             | Kaduna                                                                | Nigeria                                                               | 1 – 1                                                                 | Egitto                                                                | Qual. Coppa d'Africa 2017                                             | Mohamed Salah                                                         | A.Said                                                                |
| 29-3-2016                                                             | Alessandria d'Egitto                                                  | Egitto                                                                | 1 – 0                                                                 | Nigeria                                                               | Qual. Coppa d'Africa 2017                                             | Ramadan Sobhi                                                         | A.Said                                                                |
| 4-6-2016                                                              | Dar es Salaam                                                         | Tanzania                                                              | 0 – 2                                                                 | Egitto                                                                | Qual. Coppa d'Africa 2017                                             | 2 Mohamed Salah                                                       | E.El-Hadary                                                           |
| 30-8-2016                                                             | Alessandria d'Egitto                                                  | Egitto                                                                | 1 – 1                                                                 | Guinea                                                                | Amichevole                                                            | Trezeguet                                                             | Cap: E.El-Hadary                                                      |
| 6-9-2016                                                              | Johannesburg                                                          | Sudafrica                                                             | 1 – 0                                                                 | Egitto                                                                | Amichevole                                                            | -                                                                     | Cap: A.Said                                                           |
| 9-10-2016                                                             | Brazzaville                                                           | Rep. del Congo                                                        | 1 – 2                                                                 | Egitto                                                                | Qual. Mondiali 2018                                                   | Mohamed Salah Abdallah Said                                           | E.El-Hadary                                                           |
| 13-11-2016                                                            | Alessandria d'Egitto                                                  | Egitto                                                                | 2 – 0                                                                 | Ghana                                                                 | Qual. Mondiali 2018                                                   | Mohamed Salah (rig.) Abdallah Said                                    | E.El-Hadary                                                           |
| 8-1-2017                                                              | Il Cairo                                                              | Egitto                                                                | 1 – 0                                                                 | Tunisia                                                               | Amichevole                                                            | Marwan Mohsen                                                         | Cap: A.Fathi                                                          |
| 17-1-2017                                                             | Port-Gentil                                                           | Mali                                                                  | 0 – 0                                                                 | Egitto                                                                | Coppa d'Africa 2017 - 1º turno                                        | -                                                                     | Cap: A.Fathi                                                          |
| 21-1-2017                                                             | Port-Gentil                                                           | Egitto                                                                | 1 – 0                                                                 | Uganda                                                                | Coppa d'Africa 2017 - 1º turno                                        | Abdallah Said                                                         | Cap: E.El-Hadary                                                      |
| 25-1-2017                                                             | Port-Gentil                                                           | Egitto                                                                | 1 – 0                                                                 | Ghana                                                                 | Coppa d'Africa 2017 - 1º turno                                        | Mohamed Salah                                                         | Cap: E.El-Hadary                                                      |
| 29-1-2017                                                             | Port-Gentil                                                           | Egitto                                                                | 1 – 0                                                                 | Marocco                                                               | Coppa d'Africa 2017 - Quarti di finale                                | Mahmoud Kahraba                                                       | Cap: E.El-Hadary                                                      |
| 1-2-2017                                                              | Libreville                                                            | Burkina Faso                                                          | 1 – 1 dts (3 - 4 dtr)                                                 | Egitto                                                                | Coppa d'Africa 2017 - Semifinale                                      | Mohamed Salah                                                         | Cap: E.El-Hadary                                                      |
| 5-2-2017                                                              | Libreville                                                            | Egitto                                                                | 1 – 2                                                                 | Camerun                                                               | Coppa d'Africa 2017 - Finale                                          | Mohamed Elneny                                                        | Cap: E.El-Hadary                                                      |
| 28-3-2017                                                             | Alessandria d'Egitto                                                  | Egitto                                                                | 3 – 0                                                                 | Togo                                                                  | Amichevole                                                            | Mahmoud Kahraba Ahmed El Sheikh Mohamed Elneny                        | Cap: S.Ekramy                                                         |
| 12-6-2017                                                             | Radès                                                                 | Tunisia                                                               | 1 – 0                                                                 | Egitto                                                                | Qual. Coppa d'Africa 2019                                             | -                                                                     | Cap: A.Fathi                                                          |
| 13-8-2017                                                             | Alessandria d'Egitto                                                  | Egitto                                                                | 1 – 1                                                                 | Marocco                                                               | Q. Campionato delle Nazioni Africane 2018                             | Ahmed El Sheikh (rig.)                                                |                                                                       |
| 18-8-2017                                                             | Rabat                                                                 | Marocco                                                               | 3 – 1                                                                 | Egitto                                                                | Q. Campionato delle Nazioni Africane 2018                             | autorete                                                              |                                                                       |
| 31-8-2017                                                             | Kampala                                                               | Uganda                                                                | 1 – 0                                                                 | Egitto                                                                | Qual. Mondiali 2018                                                   | -                                                                     | Cap: E.El-Hadary                                                      |
| 5-9-2017                                                              | Alessandria d'Egitto                                                  | Egitto                                                                | 1 – 0                                                                 | Uganda                                                                | Qual. Mondiali 2018                                                   | Mohamed Salah                                                         | Cap: E.El-Hadary                                                      |
| 8-10-2017                                                             | Alessandria d'Egitto                                                  | Egitto                                                                | 2 – 1                                                                 | Rep. del Congo                                                        | Qual. Mondiali 2018                                                   | 2 Mohamed Salah 1 (rig.)                                              | Cap: E.El-Hadary                                                      |
| 12-11-2017                                                            | Kumasi                                                                | Ghana                                                                 | 1 – 1                                                                 | Egitto                                                                | Qual. Mondiali 2018                                                   | Shikabala                                                             | Cap: S.Ekramy                                                         |
| 23-3-2018                                                             | Zurigo                                                                | Portogallo                                                            | 2 – 1                                                                 | Egitto                                                                | Amichevole                                                            | Mohamed Salah                                                         | Cap: A.Fathi                                                          |
| 27-3-2018                                                             | Zurigo                                                                | Egitto                                                                | 0 – 1                                                                 | Grecia                                                                | Amichevole                                                            | -                                                                     | Cap: A.Elmohamady                                                     |
| 25-5-2018                                                             | Kuwait City                                                           | Kuwait                                                                | 1 – 1                                                                 | Egitto                                                                | Amichevole                                                            | Ayman Ashraf                                                          | Cap: S.Ekramy                                                         |
| 1-6-2018                                                              | Bergamo                                                               | Egitto                                                                | 0 – 0                                                                 | Colombia                                                              | Amichevole                                                            | -                                                                     | Cap: A.Fathi                                                          |
| 6-6-2018                                                              | Bruxelles                                                             | Belgio                                                                | 3 – 0                                                                 | Egitto                                                                | Amichevole                                                            | -                                                                     | Cap: E.El-Hadary                                                      |
| 15-6-2018                                                             | Ekaterinburg                                                          | Egitto                                                                | 0 – 1                                                                 | Uruguay                                                               | Mondiali 2018 - 1º turno                                              | -                                                                     | Cap: A.Fathi                                                          |
| 19-6-2018                                                             | San Pietroburgo                                                       | Russia                                                                | 3 – 1                                                                 | Egitto                                                                | Mondiali 2018 - 1º turno                                              | Mohamed Salah (rig.)                                                  | Cap: A.Fathi                                                          |
| 25-6-2018                                                             | Volgograd                                                             | Arabia Saudita                                                        | 2 – 1                                                                 | Egitto                                                                | Mondiali 2018 - 1º turno                                              | Mohamed Salah                                                         | Cap: E.El-Hadary                                                      |
| Totale                                                                |                                                                       | Presenze                                                              | 40                                                                    |                                                                       | Reti                                                                  | 51                                                                    |                                                                       |

#### Uzbekistan
| Gen. 2019         | Uzbekistan        | Coppa d'Asia 2019   | Ottavi di finale     | 4  | 2 | 1 | 1 | 50,00 | 7  | 3  | +4 |
| 2019              | Uzbekistan        | Qual. Mondiale 2022 | Gruppo D - Esonerato | 1  | 0 | 0 | 1 | &0,00 | 0  | 2  | -2 |
| Dal 2018 al 2019  | Uzbekistan        | Amichevoli          |                      | 11 | 5 | 2 | 4 | 45,45 | 12 | 11 | +1 |
| Totale Uzbekistan | Totale Uzbekistan | Totale Uzbekistan   | Totale Uzbekistan    | 16 | 7 | 3 | 6 | 43,75 | 19 | 16 | +3 |

##### Panchine da commissario tecnico della nazionale uzbeka
| Cronologia completa delle presenze e delle reti in nazionale ― Uzbekistan | Cronologia completa delle presenze e delle reti in nazionale ― Uzbekistan | Cronologia completa delle presenze e delle reti in nazionale ― Uzbekistan | Cronologia completa delle presenze e delle reti in nazionale ― Uzbekistan | Cronologia completa delle presenze e delle reti in nazionale ― Uzbekistan | Cronologia completa delle presenze e delle reti in nazionale ― Uzbekistan | Cronologia completa delle presenze e delle reti in nazionale ― Uzbekistan   | Cronologia completa delle presenze e delle reti in nazionale ― Uzbekistan |
| Data                                                                      | Città                                                                     | In casa                                                                   | Risultato                                                                 | Ospiti                                                                    | Competizione                                                              | Reti                                                                        | Note                                                                      |
| ------------------------------------------------------------------------- | ------------------------------------------------------------------------- | ------------------------------------------------------------------------- | ------------------------------------------------------------------------- | ------------------------------------------------------------------------- | ------------------------------------------------------------------------- | --------------------------------------------------------------------------- | ------------------------------------------------------------------------- |
| 6-9-2018                                                                  | Tashkent                                                                  | Uzbekistan                                                                | 1 – 1                                                                     | Siria                                                                     | Amichevole                                                                | Marat Bikmaev (rig.)                                                        | Cap: I.Nesterov                                                           |
| 11-9-2018                                                                 | Tashkent                                                                  | Uzbekistan                                                                | 0 – 1                                                                     | Iran                                                                      | Amichevole                                                                | -                                                                           | Cap: O.Akhmedov                                                           |
| 13-10-2018                                                                | Tashkent                                                                  | Uzbekistan                                                                | 2 – 0                                                                     | Corea del Nord                                                            | Amichevole                                                                | 2 Marat Bikmaev                                                             | Cap: O.Akhmedov                                                           |
| 16-10-2018                                                                | Tashkent                                                                  | Uzbekistan                                                                | 2 – 0                                                                     | Qatar                                                                     | Amichevole                                                                | Odil Akhmedov Marat Bikmaev                                                 | Cap: O.Akhmedov                                                           |
| 15-11-2018                                                                | Robina                                                                    | Uzbekistan                                                                | 0 – 0                                                                     | Libano                                                                    | Amichevole                                                                | -                                                                           | Cap: A.Ismoilov                                                           |
| 20-11-2018                                                                | Brisbane                                                                  | Uzbekistan                                                                | 0 – 4                                                                     | Corea del Sud                                                             | Amichevole                                                                | -                                                                           | Cap: A.Ismoilov                                                           |
| 9-1-2019                                                                  | Sharjah                                                                   | Uzbekistan                                                                | 2 – 1                                                                     | Oman                                                                      | Coppa d'Asia 2019 - 1º turno                                              | Odil Akhmedov Eldor Shomurodov                                              | Cap: O.Akhmedov                                                           |
| 13-1-2019                                                                 | Asgabat                                                                   | Turkmenistan                                                              | 0 – 4                                                                     | Uzbekistan                                                                | Coppa d'Asia 2019 - 1º turno                                              | Javokhir Sidikov 2 Eldor Shomurodov Jaloliddin Masharipov                   | Cap: O.Akhmedov                                                           |
| 17-1-2019                                                                 | Abu Dhabi                                                                 | Giappone                                                                  | 2 – 1                                                                     | Uzbekistan                                                                | Coppa d'Asia 2019 - 1º turno                                              | Eldor Shomurodov                                                            | Cap: I.Nesterov                                                           |
| 21-1-2019                                                                 | Abu Dhabi                                                                 | Australia                                                                 | 0 – 0 dts (4 - 2 dtr)                                                     | Uzbekistan                                                                | Coppa d'Asia 2019 - Ottavi di finale                                      | -                                                                           | Cap: O.Akhmedov                                                           |
| 22-3-2019                                                                 | Dalian                                                                    | Uruguay                                                                   | 3 – 0                                                                     | Uzbekistan                                                                | Amichevole                                                                | -                                                                           | Cap: O.Akhmedov                                                           |
| 25-3-2019                                                                 | Dalian                                                                    | Cina                                                                      | 0 – 1                                                                     | Uzbekistan                                                                | Amichevole                                                                | Eldor Shomurodov                                                            | Cap: O.Akhmedov                                                           |
| 2-6-2019                                                                  | Antalya                                                                   | Turchia                                                                   | 2 – 0                                                                     | Uzbekistan                                                                | Amichevole                                                                | -                                                                           | Cap: O.Akhmedov                                                           |
| 7-6-2019                                                                  | Tashkent                                                                  | Uzbekistan                                                                | 4 – 0                                                                     | Corea del Nord                                                            | Amichevole                                                                | Odil Akhmedov (rig.) Temurxo'ja Abduxoliqov Igor Sergeev Dostonbek Tursunov | Cap: O.Akhmedov                                                           |
| 11-6-2019                                                                 | Namangan                                                                  | Uzbekistan                                                                | 2 – 0                                                                     | Siria                                                                     | Amichevole                                                                | 2 Eldor Shomurodov                                                          | Cap: O.Akhmedov                                                           |
| 5-9-2019                                                                  | Al-Ram                                                                    | Palestina                                                                 | 2 – 0                                                                     | Uzbekistan                                                                | Qual. Mondiali 2022                                                       | -                                                                           | Cap: O.Akhmedov                                                           |
| Totale                                                                    |                                                                           | Presenze                                                                  | 16                                                                        |                                                                           | Reti                                                                      | 19                                                                          |                                                                           |

#### Repubblica Democratica del Congo
| 2021                                    | RD del Congo                            | Qual.Mondiale 2022                      | 1º nel Gruppo J, eliminato dopo i play-off | 6  | 3 | 2 | 1 | 50,00 | 9  | 3  | +6 |
| mar. 2022 (spareggi)                    | RD del Congo                            | Qual.Mondiale 2022                      | 1º nel Gruppo J, eliminato dopo i play-off | 2  | 0 | 1 | 1 | &0,00 | 2  | 5  | -3 |
| giu. 2022                               | RD del Congo                            | Qual. Coppa d'Africa 2023               | Gruppo I - Esonerato                       | 2  | 0 | 0 | 2 | &0,00 | 1  | 3  | -2 |
| Dal 2021 al 2022                        | RD del Congo                            | Amichevoli                              |                                            | 4  | 0 | 1 | 3 | &0,00 | 1  | 6  | -5 |
| Totale Repubblica Democratica del Congo | Totale Repubblica Democratica del Congo | Totale Repubblica Democratica del Congo | Totale Repubblica Democratica del Congo    | 14 | 3 | 4 | 7 | 21,43 | 13 | 17 | -4 |

##### Panchine da commissario tecnico della nazionale congolese
| Cronologia completa delle presenze e delle reti in nazionale ― RD del Congo | Cronologia completa delle presenze e delle reti in nazionale ― RD del Congo | Cronologia completa delle presenze e delle reti in nazionale ― RD del Congo | Cronologia completa delle presenze e delle reti in nazionale ― RD del Congo | Cronologia completa delle presenze e delle reti in nazionale ― RD del Congo | Cronologia completa delle presenze e delle reti in nazionale ― RD del Congo | Cronologia completa delle presenze e delle reti in nazionale ― RD del Congo | Cronologia completa delle presenze e delle reti in nazionale ― RD del Congo |
| Data                                                                        | Città                                                                       | In casa                                                                     | Risultato                                                                   | Ospiti                                                                      | Competizione                                                                | Reti                                                                        | Note                                                                        |
| --------------------------------------------------------------------------- | --------------------------------------------------------------------------- | --------------------------------------------------------------------------- | --------------------------------------------------------------------------- | --------------------------------------------------------------------------- | --------------------------------------------------------------------------- | --------------------------------------------------------------------------- | --------------------------------------------------------------------------- |
| 5-6-2021                                                                    | Radès                                                                       | Tunisia                                                                     | 1 – 0                                                                       | RD del Congo                                                                | Amichevole                                                                  | -                                                                           | Cap: M.Tisserand                                                            |
| 11-6-2021                                                                   | Radès                                                                       | RD del Congo                                                                | 1 – 1                                                                       | Mali                                                                        | Amichevole                                                                  | Ben Malango                                                                 | Cap: M.Tisserand                                                            |
| 2-9-2021                                                                    | Kinshasa                                                                    | RD del Congo                                                                | 1 – 1                                                                       | Tanzania                                                                    | Qual. Mondiali 2022                                                         | Dieumerci Mbokani                                                           | Cap: M.Tisserand                                                            |
| 6-9-2021                                                                    | Cotonou                                                                     | Benin                                                                       | 1 – 1                                                                       | RD del Congo                                                                | Qual. Mondiali 2022                                                         | Dieumerci Mbokani                                                           | Cap: M.Tisserand                                                            |
| 7-10-2021                                                                   | Rabat                                                                       | RD del Congo                                                                | 2 – 0                                                                       | Madagascar                                                                  | Qual. Mondiali 2022                                                         | Chadrac Akolo Dieumerci Mbokani (rig.)                                      | Cap: C.Mbemba                                                               |
| 10-10-2021                                                                  | Antananarivo                                                                | Madagascar                                                                  | 1 – 0                                                                       | RD del Congo                                                                | Qual. Mondiali 2022                                                         | -                                                                           | Cap: D.Mbokani                                                              |
| 11-11-2021                                                                  | Dar-es-Salaam                                                               | Tanzania                                                                    | 0 – 3                                                                       | RD del Congo                                                                | Qual. Mondiali 2022                                                         | Gaël Kakuta Idumba Fasika Ben Malango                                       | Cap: D.Mbokani                                                              |
| 14-11-2021                                                                  | Kinshasa                                                                    | RD del Congo                                                                | 2 – 0                                                                       | Benin                                                                       | Qual. Mondiali 2022                                                         | Dieumerci Mbokani (rig.) Ben Malango                                        | Cap: D.Mbokani                                                              |
| 1-2-2022                                                                    | Manama                                                                      | Bahrein                                                                     | 1 – 0                                                                       | RD del Congo                                                                | Amichevole                                                                  | -                                                                           | Cap: M.Tisserand                                                            |
| 25-3-2022                                                                   | Kinshasa                                                                    | RD del Congo                                                                | 1 – 1                                                                       | Marocco                                                                     | Qual. Mondiali 2022                                                         | Yoane Wissa                                                                 | Cap: D.Mbokani                                                              |
| 29-3-2022                                                                   | Casablanca                                                                  | Marocco                                                                     | 4 – 1                                                                       | RD del Congo                                                                | Qual. Mondiali 2022                                                         | Ben Malango                                                                 | Cap: M.Tisserand                                                            |
| 4-6-2022                                                                    | Kinshasa                                                                    | RD del Congo                                                                | 0 – 1                                                                       | Gabon                                                                       | Qual. Coppa d'Africa 2023                                                   | -                                                                           | Cap: M.Tisserand                                                            |
| 8-6-2022                                                                    | Omdurman                                                                    | Sudan                                                                       | 2 – 1                                                                       | RD del Congo                                                                | Qual. Coppa d'Africa 2023                                                   | Jonathan Bolingi                                                            | Cap: M.Tisserand                                                            |
| 9-6-2022                                                                    | Baraki                                                                      | Algeria                                                                     | 3 – 0                                                                       | RD del Congo                                                                | Amichevole                                                                  | -                                                                           |                                                                             |
| Totale                                                                      |                                                                             | Presenze                                                                    | 14                                                                          |                                                                             | Reti                                                                        | 13                                                                          |                                                                             |

#### Siria
| nov. 2023      | Siria        | Qual. Mondiale 2026 | Nel gruppo B     | 2  | 1 | 0 | 1 | 50,00 | 1  | 5  | -4 |
| 2024           | Siria        | Qual. Mondiale 2026 | Nel gruppo B     | 4  | 1 | 1 | 2 | 25,00 | 8  | 7  | +1 |
| gen.-feb. 2024 | Siria        | Coppa d'Asia 2023   | Ottavi di finale | 4  | 1 | 1 | 2 | 25,00 | 2  | 2  | +0 |
| Dal 2023       | Siria        | Amichevoli          |                  | 8  | 2 | 3 | 3 | 25,00 | 10 | 10 | +0 |
| Totale Siria   | Totale Siria | Totale Siria        | Totale Siria     | 18 | 5 | 5 | 8 | 27,78 | 21 | 24 | -3 |

##### Panchine da commissario tecnico della nazionale siriana
| Cronologia completa delle presenze e delle reti in nazionale ― Siria | Cronologia completa delle presenze e delle reti in nazionale ― Siria | Cronologia completa delle presenze e delle reti in nazionale ― Siria | Cronologia completa delle presenze e delle reti in nazionale ― Siria | Cronologia completa delle presenze e delle reti in nazionale ― Siria | Cronologia completa delle presenze e delle reti in nazionale ― Siria | Cronologia completa delle presenze e delle reti in nazionale ― Siria | Cronologia completa delle presenze e delle reti in nazionale ― Siria |
| Data                                                                 | Città                                                                | In casa                                                              | Risultato                                                            | Ospiti                                                               | Competizione                                                         | Reti                                                                 | Note                                                                 |
| -------------------------------------------------------------------- | -------------------------------------------------------------------- | -------------------------------------------------------------------- | -------------------------------------------------------------------- | -------------------------------------------------------------------- | -------------------------------------------------------------------- | -------------------------------------------------------------------- | -------------------------------------------------------------------- |
| 25-3-2023                                                            | Dubai                                                                | Siria                                                                | 3 – 1                                                                | Thailandia                                                           | Amichevole                                                           | Omar Al Soma Omar Kharbin (rig.) Mohammad Al-Hallaq                  | Cap: O.Al Soma                                                       |
| 28-3-2023                                                            | Damasco                                                              | Siria                                                                | 0 – 1                                                                | Bahrein                                                              | Amichevole                                                           | -                                                                    | Cap: I.Alma                                                          |
| 20-6-2023                                                            | Hanoi                                                                | Vietnam                                                              | 1 – 0                                                                | Siria                                                                | Amichevole                                                           | -                                                                    | Cap: I.Alma                                                          |
| 6-9-2023                                                             | Chengdu                                                              | Malaysia                                                             | 2 – 2                                                                | Siria                                                                | Amichevole                                                           | Mardik Mardikian Yassim Samia                                        | Cap: A.Madania                                                       |
| 12-9-2023                                                            | Chengdu                                                              | Cina                                                                 | 0 – 1                                                                | Siria                                                                | Amichevole                                                           | Thaer Krouma                                                         | Cap: O.Al Soma                                                       |
| 17-10-2023                                                           | Dubai                                                                | Siria                                                                | 1 – 2                                                                | Kuwait                                                               | Amichevole                                                           | Omar Al Soma                                                         | Cap: O.Al Soma                                                       |
| 16-11-2023                                                           | Jeddah                                                               | Siria                                                                | 1 – 0                                                                | Corea del Nord                                                       | Qual. Mondiali 2026                                                  | Omar Al Soma (rig.)                                                  | Cap: O.Al Soma                                                       |
| 21-11-2023                                                           | Jeddah                                                               | Siria                                                                | 0 – 5                                                                | Giappone                                                             | Qual. Mondiali 2026                                                  | -                                                                    | Cap: O.Al Soma                                                       |
| 5-1-2024                                                             | Dubai                                                                | Siria                                                                | 1 – 1                                                                | Kirghizistan                                                         | Amichevole                                                           | Ibrahim Hesar                                                        | Cap: I.Alma                                                          |
| 8-1-2024                                                             | Doha                                                                 | Siria                                                                | 2 – 2                                                                | Malaysia                                                             | Amichevole                                                           | Pablo Sabbag Ibrahim Hesar                                           | Cap: I.Alma                                                          |
| 13-1-2024                                                            | Doha                                                                 | Uzbekistan                                                           | 0 – 0                                                                | Siria                                                                | Coppa d'Asia 2023 - 1º turno                                         | -                                                                    | Cap: A.Madania                                                       |
| 18-1-2024                                                            | Doha                                                                 | Siria                                                                | 0 – 1                                                                | Australia                                                            | Coppa d'Asia 2023 - 1º turno                                         | -                                                                    | Cap: A.Madania                                                       |
| 23-1-2024                                                            | Al Khor                                                              | Siria                                                                | 1 – 0                                                                | India                                                                | Coppa d'Asia 2023 - 1º turno                                         | Omar Kharbin                                                         | Cap: A.Madania                                                       |
| 31-1-2024                                                            | Doha                                                                 | Iran                                                                 | 1 – 1 dts (5 - 3 dtr)                                                | Siria                                                                | Coppa d'Asia 2023 - Ottavi di finale                                 | Omar Kharbin (rig.)                                                  | Cap: O.Kharbin                                                       |
| 21-3-2024                                                            | Yangon                                                               | Birmania                                                             | 1 – 1                                                                | Siria                                                                | Qual. Mondiali 2026                                                  | Alaa Al-Dali                                                         | Cap: A.Madania                                                       |
| 26-3-2024                                                            | Dammam                                                               | Siria                                                                | 7 – 0                                                                | Birmania                                                             | Qual. Mondiali 2026                                                  | 3 Omar Kharbin 1 (rig.) Ibrahim Hesar 2 Moayad Ajan Alaa Al Dali     | Cap: O.Kharbin                                                       |
| 6-6-2024                                                             | Vientiane                                                            | Corea del Nord                                                       | 1 – 0                                                                | Siria                                                                | Qual. Mondiali 2026                                                  | -                                                                    | Cap: O.Al Soma                                                       |
| 11-6-2024                                                            | Hiroshima                                                            | Giappone                                                             | 5 – 0                                                                | Siria                                                                | Qual. Mondiali 2026                                                  | -                                                                    | Cap: O.Al Soma                                                       |
| Totale                                                               |                                                                      | Presenze                                                             | 18                                                                   |                                                                      | Reti                                                                 | 21                                                                   |                                                                      |

## Palmarès

### Giocatore
- Primera División: 2

Ferro Carril Oeste: 1982, 1984
- Primera B Nacional: 1

Huracán: 1989-1990

### Allenatore

#### Club

##### Competizioni nazionali
- Supercoppa di Spagna: 2

Mallorca: 1998
Valencia: 1999

##### Competizioni internazionali
- Coppa CONMEBOL: 1

Lanús: 1996

#### Individuale
- Premio Don Balón: 1

Miglior allenatore: 1998-1999